# Miguel Ángel Tobías
Miguel Ángel Tobías (Baracaldo, 1968) es un productor y director de cine y documentales español.

## Biografía
Miguel Ángel Tobías entra en el mundo de la televisión en 1994 de la mano de Isabel Preysler, como colaborador experto en temas de salud en el programa de Telecinco presentado por ella Hoy en casa. A continuación, es fichado por Telemadrid para hablar de temas de salud en los programas Madrid directo y Hablemos de salud. Posteriormente, pasa a Antena 3 a realizar una sección sobre nutrición y salud en el magacín diario Hoy de mañana. 
Posteriormente, es contratado por Bassat & Ogilvy para producir y dirigir un magacín diario sobre el mundo de la salud y la mujer, Tiempo para ti, que se emitió durante tres años en todas las televisiones locales de España. En paralelo, dirige y presenta durante un año y medio el programa diario La buena vida, en Radio Intereconomía. Posteriormente, es fichado por TVE para presentar durante dos años las galas de los sábados por la noche, así como los especiales de Nochebuena y Nochevieja y todas las galas institucionales, como la gala de la FAO.
En 2003 funda Acca Media con la vocación de cubrir un claro hueco en la producción audiovisual, el de unir los conceptos de cultura y entretenimiento. Con esta premisa, crea uno de los formatos de televisión de mayor éxito de la última década, Españoles en el mundo, que produce, dirige y presenta en TVE durante su primera etapa.
A partir de ahí desarrolla toda una línea de trabajo con la idea de producir y dirigir proyectos audiovisuales que sirvan a la sociedad como formación, divulgación, educación, y que promuevan valores universales, como la igualdad, la solidaridad, la justicia, la paz…
Siguiendo esta filosofía, Miguel Ángel Tobías ha desarrollado formatos para la televisión como Al límite 112, Factor humano, Destino Europa, Madrid en mi maleta, Efecto ciudadano, o las series documentales para History Channel El viajero del tiempo y La raya.
Comprometido con la difusión de valores, concienciación y movilización ciudadana, ha dedicado enormes recursos propios a la difusión de causas sociales, solidarias y benéficas. Produjo y dirigió así, a fondo perdido, el primer y único documental realizado en Haití tras el devastador terremoto en 2010, Sueños de Haití, con el que ha recaudado fondos para distintos proyectos en dicho país. 
En 2014 estrenó Gurba, la condena, galardonado con el tercer premio en el XIV Festival Internacional de Cine del Sahara (FiSahara 2016), un documental producido y dirigido por él, que denuncia la violación de los derechos humanos del pueblo saharaui, y que también recauda fondos para causas sociales.
Ante la catástrofe tras el terremoto que asoló Nepal en abril de 2015, filmó allí Rising Nepal, un documental de cine que acaba de estrenarse y que da voz a las víctimas y permite recaudar fondos para ellas. En este caso, se ha asociado a Cruz Roja para recaudar fondos para sus proyectos solidarios en Nepal.
En diciembre de 2016 estrenó en México El caos y el orden, una película documental, dirigida y producida por él, sobre la vida y la obra del pintor y escultor Manuel Felguérez.
Próximamente estrenará en cines el documental Gritos de silencio, que aborda la problemática del acoso escolar y la violencia infantil. 
En este momento y desde hace dos años, está trabajando en otro ambicioso proyecto audiovisual social, solidario y benéfico, Un día más en el mundo, película documental sobre las consecuencias del hambre en todo el planeta. 
Por último, en coproducción con TVE, va a producir y dirigir la película Me llamo Gennet, que relata la historia de la primera sordociega congénita española en conseguir un título universitario.
Además de su trabajo como productor y director, también imparte charlas y conferencias en universidades, congresos y empresas sobre derechos humanos, solidaridad, liderazgo, dignidad, creatividad y emprendimiento.
El 3 de diciembre de 2015 recibió del presidente de la República Italiana, la condecoración de Caballero de la Orden de la Estrella de Italia (Orden de la Estrella de la Solidaridad Italiana), como reconocimiento a su compromiso personal y profesional con las causas sociales y los derechos humanos.

## Filmografía
| Año  | Película           |
| ---- | ------------------ |
| 2010 | Sueños de Haití    |
| 2014 | Gurba, La Condena  |
| 2016 | Rising Nepal       |
| 2016 | El Caos y el Orden |
| 2019 | Me llamo Gennet    |